# Fanlillo
Fanlillo (arag. Fandiello) – miejscowość w Hiszpanii, w Aragonii, w prowincji Huesca, w comarce Alto Gállego, w gminie Yebra de Basa, 60 km od miasta Huesca.
Według danych INE z 1991 roku miejscowość zamieszkiwały 32 osoby, a z 1999 roku - 21 osób. Wysokość bezwzględna miejscowości jest równa 1 060 metrów.